# 拉塞爾鎮區 (阿肯色州拉法葉縣)
拉塞爾鎮區（英語：Russell Township）是位於美國阿肯色州拉法葉縣的一個行政鎮區。

## 地方資料
拉塞爾鎮區的面積為71.54平方千米，當中陸地面積為67.87平方千米，而水域面積為3.67平方千米。根據2010年美國人口普查的數據，當地共有人口119人，而人口密度為每平方千米1.66人。